# John Engelbert
John Henrik Lars Engelbert, född 19 maj 1982 i Oscars församling, Stockholm, är en svensk låtskrivare, sångare och gitarrist i Johnossi. Tidigare var han även gitarrist i Håkan Hellströms band. 
Engelbert är uppväxt i Saltsjöbaden och hoppade av gymnasiet. Även Oskar Bonde, den andra halvan av Johnossi, hoppade av gymnasiet och under den perioden lärde paret känna varandra. År 2004 började de spela musik tillsammans och bildade Johnossi.
Engelbert är kusin med företagaren Oscar Engelbert, grundare av Oscar Properties.